# 斯里穆斯赫纳姆
斯里穆斯赫纳姆（Srimushnam），是印度泰米尔纳德邦Cuddalore县的一个城镇。总人口12000（2001年）。

## 人口
该地2001年总人口12000人，其中男性5984人，女性6016人；0—6岁人口1539人，其中男787人，女752人；识字率60.80%，其中男性为70.25%，女性为51.40%。